# Bourguébus
Bourguébus és un municipi francès situat al departament de Calvados i a la regió de Normandia. L'any 2007 tenia 1.312 habitants.

## Demografia

### Població
El 2007 la població de fet de Bourguébus era de 1.312 persones. Hi havia 416 famílies de les quals 44 eren unipersonals (16 homes vivint sols i 28 dones vivint soles), 108 parelles sense fills, 240 parelles amb fills i 24 famílies monoparentals amb fills.
La població ha evolucionat segons el següent gràfic:
Habitants censats

### Habitatges
El 2007 hi havia 423 habitatges, 417 eren l'habitatge principal de la família i 6 estaven desocupats. 417 eren cases i 6 eren apartaments. Dels 417 habitatges principals, 282 estaven ocupats pels seus propietaris, 129 estaven llogats i ocupats pels llogaters i 5 estaven cedits a títol gratuït; 1 tenia una cambra, 9 en tenien dues, 33 en tenien tres, 128 en tenien quatre i 245 en tenien cinc o més. 345 habitatges disposaven pel capbaix d'una plaça de pàrquing. A 132 habitatges hi havia un automòbil i a 265 n'hi havia dos o més.

### Piràmide de població
La piràmide de població per edats i sexe el 2009 era:
| Homes | Edats   | Dones |
| ----- | ------- | ----- |
| 0     | 95 o +  | 0     |
| 0     | 90 a 94 | 0     |
| 4     | 85 a 89 | 4     |
| 0     | 80 a 84 | 8     |
| 0     | 75 a 79 | 0     |
| 4     | 70 a 74 | 8     |
| 16    | 65 a 69 | 12    |
| 24    | 60 a 64 | 16    |
| 24    | 55 a 59 | 20    |
| 44    | 50 a 54 | 40    |
| 16    | 45 a 49 | 40    |
| 36    | 40 a 44 | 24    |
| 56    | 35 a 39 | 56    |
| 76    | 30 a 34 | 76    |
| 28    | 25 a 29 | 32    |
| 28    | 20 a 24 | 12    |
| 16    | 15 a 19 | 40    |
| 32    | 10 a 14 | 32    |
| 88    | 5 a 9   | 80    |
| 40    | 0 a 4   | 56    |

## Economia
El 2007 la població en edat de treballar era de 825 persones, 615 eren actives i 210 eren inactives. De les 615 persones actives 587 estaven ocupades (297 homes i 290 dones) i 28 estaven aturades (13 homes i 15 dones). De les 210 persones inactives 89 estaven jubilades, 82 estaven estudiant i 39 estaven classificades com a «altres inactius».

### Ingressos
El 2009 a Bourguébus hi havia 443 unitats fiscals que integraven 1.339 persones, la mediana anual d'ingressos fiscals per persona era de 18.274 €.

### Activitats econòmiques
Dels 97 establiments que hi havia el 2007, 1 era d'una empresa alimentària, 2 d'empreses de fabricació de material elèctric, 1 d'una empresa de fabricació d'elements pel transport, 13 d'empreses de fabricació d'altres productes industrials, 26 d'empreses de construcció, 19 d'empreses de comerç i reparació d'automòbils, 12 d'empreses de transport, 4 d'empreses d'hostatgeria i restauració, 2 d'empreses financeres, 2 d'empreses immobiliàries, 9 d'empreses de serveis, 2 d'entitats de l'administració pública i 4 d'empreses classificades com a «altres activitats de serveis».
Dels 29 establiments de servei als particulars que hi havia el 2009, 1 era una oficina de correu, 3 tallers de reparació d'automòbils i de material agrícola, 5 paletes, 4 guixaires pintors, 4 fusteries, 4 lampisteries, 1 electricista, 1 empresa de construcció, 2 perruqueries, 2 restaurants, 1 agència immobiliària i 1 saló de bellesa.
Dels 3 establiments comercials que hi havia el 2009, 1 era una botiga de menys de 120 m², 1 una fleca i 1 una botiga d'electrodomèstics.
L'any 2000 a Bourguébus hi havia 10 explotacions agrícoles que ocupaven un total de 942 hectàrees.

## Equipaments sanitaris i escolars
El 2009 hi havia 1 escola maternal i 1 escola elemental.

## Poblacions més properes
El següent diagrama mostra les poblacions més properes.